# 拉帕湖

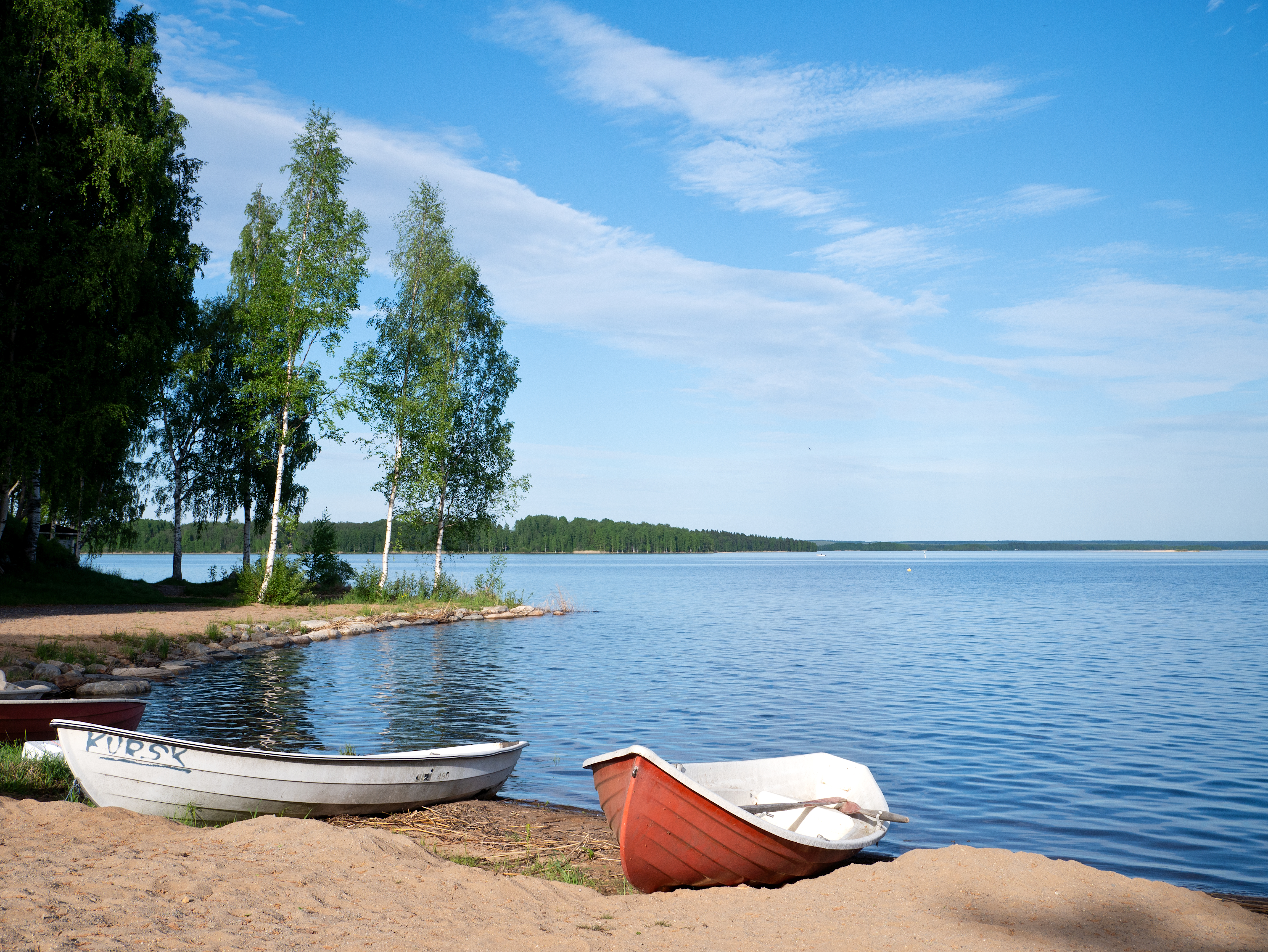
拉帕湖

拉帕湖（芬蘭語：Lappajärvi）是芬蘭的湖泊，位於該國西部拉帕耶爾維，面積145平方公里，海拔高度69.5米，最大水深38米，湖中有56座島嶼，該湖是7,785萬年前由隕石撞擊而成。

## 外部連結
- Lappajärvi impact structure （页面存档备份，存于）